# Campeonato Maranhense de Futebol de 1919
O Campeonato Maranhense de Futebol de 1919 foi a 2º edição da divisão principal do campeonato estadual do Maranhão. O campeão foi o Luso Brasileiro que conquistou seu 2º título na história da competição.

## Premiação
| Campeonato Maranhense de 1919       |
| São Luís                            |
| ----------------------------------- |
| Luso Brasileiro Campeão (2º título) |